# Ryszard Tomczyk (malarz)
Ryszard Tomczyk (ur. 4 kwietnia 1931 w Radomiu, zm. 8 listopada 2020 w Elblągu) – polski malarz, rysownik, teoretyk oraz krytyk sztuki i literatury, pisarz, publicysta związany z Elblągiem.

## Życiorys
Po zakończeniu II wojny światowej wraz z rodziną przeniósł się do Sopotu. Ukończył filologię polską w Państwowej Wyższej Szkole Pedagogicznej w Gdańsku w 1953.
Po uzyskaniu dyplomu, w latach 1962–1975, podejmował pracę nauczyciela polonisty również w tym samym czasie do 1964 pracę wicedyrektora oraz w latach 1987-1994 nauczyciela wychowania plastycznego w I Liceum Ogólnokształcącym u Elblągu.
Od połowy lat 60. współpracował jako recenzent i publicysta kulturalny z prasą Wybrzeża i regionu elbląskiego, wspomagając też w działaniach organizacyjnych założyciela Laboratorium Sztuki Galeria EL – Gerarda Kwiatkowskiego, aż do jego wyjazdu z Polski w styczniu 1974.
W 1976 obronił doktorat w Uniwersytecie Gdańskim (monografia olsztyńskiego Teatru im. S. Jaracza) i w tym też roku został członkiem rzeczywistym Związku Polskich Artystów Plastyków, bowiem od wielu lat oddawał się pasji malarskiej, która z czasem przekształciła się w profesję.
W latach 1980–1987 dyrektor i komisarz Galerii EL, która zmieniła wówczas nazwę z Laboratorium Sztuki na Centrum Sztuki. Postawił wyraźnie na działania interdyscyplinarne, czego przejawem były m.in. imprezy – Interdyscyplinarne Spotkania Twórcze, Warsztaty Twórców Młodego Pokolenia, plenery, realizacje widowisk parateatralnych itp. Za jego kierownictwa w Centrum Sztuki Galeria EL działali i wystawiali m.in.: Jan Berdyszak, Waldemar „Disney” Bochniarz, Izabella Gustowska, Bożena Kowalska, Krzysztof Knittel, Danuta Mączak, Roman Muszyński, Lech L. Przychodzki, Andrzej Rzymkowski, Józef Robakowski, Ryszard Winiarski, Ewerdt Hilgemann, Jurgen Blum-Gerard Kwiatkowski, Brygida Ingrid Mrozek, Marceli Bacciarelli, Jerzy Zabłocki, Władysław Jackiewicz. Członek Rady Wojewódzkiej PRON województwa elbląskiego. Był redaktorem pism: „Elbląski Magazyn Ilustrowany” („EMIL”: 1991–1992), dwutygodnik „Jednak Centrum” (1998), „Regiony” (również dwutygodnik, 1998–2001).
W 1990 powołał do istnienia Stowarzyszenie Elbląski Klub Autorów i nawiązujący do edytowanego wcześniej pisma galerii „Galeria El” – Kwartalnik Elbląski „TygiEL”, który założył w 1991 i który redaguje do dziś.
W malarstwie reprezentował pogranicze surrealizmu (w jego wcześniejszym okresie, tj. z wyraźnymi akcentami społecznymi) ekspresjonizmu i abstrakcjonizmu. Przez lata stosował głównie farby olejne i akrylowe, od około 15 lat przeważają techniki własne.
Pomiędzy wystawami (ponad 40 ekspozycji indywidualnych, drugie tyle zbiorowych) pisał książki, z których najgłośniejszymi stały się Zadra. Kruszenie piedestału (1996) i Było, minęło. Opowiadania domowe (2001), Pakamera (2002), Tobół (2003), Nie samym chlebem (2008) oraz Schody (2010). Stale współpracuje jako eseista i krytyk z „Poezją dzisiaj”, „Autografem”, „Ulicą Wszystkich Świętych” i wieloma pismami krajowymi. Członek Związku Literatów Polskich.
W latach 1980–1996 członek i działacz Stronnictwa Demokratycznego w Elblągu. Z ramienia SD pełnił mandat radnego Rady Miejskiej w Elblągu (1990–1994) oraz bez powodzenia kandydował na funkcję przewodniczącego Rady Miejskiej. W latach 90. związany również z Porozumieniem Centrum, był redaktorem naczelnym regionalnej gazety partyjnej „Centrum” (1996–1997), „Jednak Centrum” (1997–1999), następnie zaś pisma „Regiony” (1999–2001). 30 czerwca 2011 roku uchwałą Rady Miejskiej Ryszardowi Tomczykowi nadany został tytuł Honorowego Obywatela Miasta Elbląga.
Zmarł 8 listopada 2020 w wieku 89 lat i urnę z jego prochami złożono 19 listopada 2020 w kolumbarium na elbląskim Cmentarzu komunalnym Dębica.